# Lactobacillus ghanensis
Lactobacillus ghanensis è una specie di batterio appartenente alla famiglia delle Lactobacillaceae.